# Alfred Dehlinger

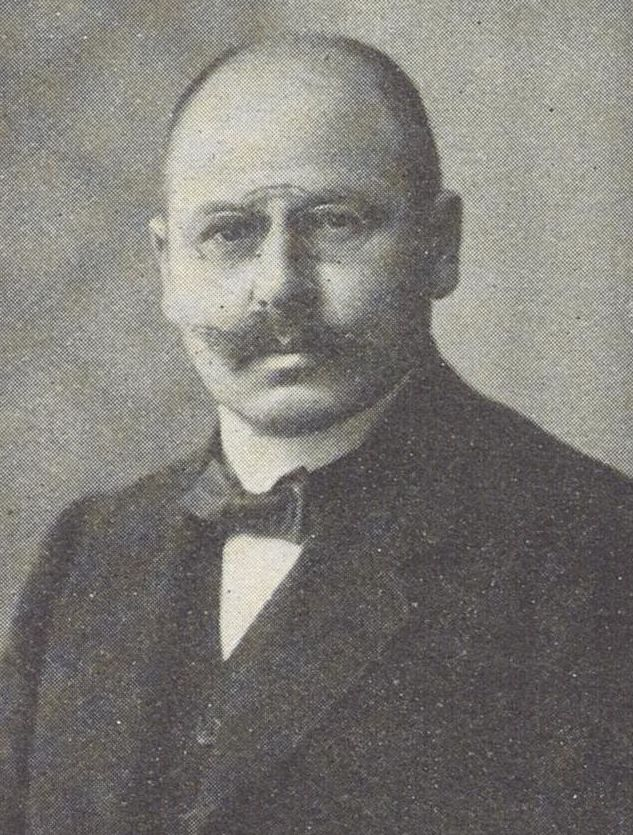
Alfred Dehlinger (um 1913)

Alfred Julius Gottfried Dehlinger (* 20. Mai 1874 in Stuttgart; † 24. Juli 1959 ebenda) war ein Politiker der DNVP. Von 1924 bis 1942 war er württembergischer Finanzminister.

## Familie
Dehlinger war der Sohn des Staatsschuldenbuchhalters August Wilhelm Dehlinger (1829–1882) und der Margarete Lisette geb. Gerner (1836–1919) und hatte 6 Geschwister. Verheiratet war er in erster Ehe seit 1900 mit Anna Martin (1876–1939) und in zweiter seit 1941 mit Adelheid Charlotte Wintterlin (1900–1961). Dehlinger hatte sechs Kinder. Er war evangelisch.

## Ausbildung und Beruf
Dehlinger studierte von 1893 bis 1896 Rechtswissenschaften und Staatswissenschaften an der Eberhard Karls Universität Tübingen. Dort wurde er 1893 Mitglied der Studentenverbindung Tübinger Königsgesellschaft Roigel (1933–1935 Tübinger Burschenschaft Roigel). 1904 promovierte er bei Friedrich Julius von Neumann mit einer Arbeit über "Die Besteuerung der Aktiengesellschaften in Württemberg". Nach dem Studium arbeitete er in der Finanzverwaltung des Königreichs Württemberg. Von August 1915 an war er Teilnehmer am Ersten Weltkrieg. Nach seiner Entlassung 1916 als Unteroffizier ging er ins Reichsschatzamt nach Berlin, um später ins württembergische Finanzministerium zurückzukehren.

## Politische Karriere
Alfred Dehlinger war noch zu Zeiten des Königreichs Württemberg Mitglied der Konservativen und im November 1918 Gründungsmitglied der rechtskonservativen Deutschnationalen Volkspartei (DNVP), die in Württemberg als Bürgerpartei auftrat. Bis 1924 war er Mitglied des Gemeinderats der Stadt Stuttgart. Dieses Amt legte er nieder, als er am 3. Juni 1924 zum Finanzminister im Kabinett des württembergischen Staatspräsidenten Wilhelm Bazille (DNVP/Bürgerpartei) berufen wurde. Dieses Amt führte er ab 1928 unter Staatspräsident Eugen Bolz (Zentrum) und auch nach der Machtergreifung und der Absetzung von Bolz 1933 unter den nationalsozialistischen Ministerpräsidenten Wilhelm Murr und Christian Mergenthaler weiter. Bei den 1932 abgehaltenen Landtagswahlen zur vierten Legislaturperiode des württembergischen Landtags erwarb Dehlinger über den Platz 1 auf der Landesliste der DNVP ein Abgeordnetenmandat, welches er jedoch nur vom 10. Mai bis 8. Oktober 1932 wahrnahm und danach das Mandat niederlegte. Mit der Auflösung der DNVP im Mai 1933 wurde er parteilos. Er trat nicht in die NSDAP ein, war jedoch unter anderem Mitglied des NSRB und der NSV. Als einziger der Minister des Kabinetts Bolz blieb er bis zu seiner Pensionierung Anfang 1942 als Finanzminister Mitglied der Regierung Württembergs zur NS-Zeit. Im Jahre 1947 wurde er im Entnazifizierungsverfahren von der Spruchkammer Nürtingen als minderbelastet eingestuft und 1948 im Nachverfahren als Mitläufer.

## Autor
Dehlinger veröffentlichte als Staatsrechtler einige wissenschaftliche Bücher und Aufsätze. Sein Hauptwerk ist das zwischen 1948 und 1951 geschriebene zweibändige Buch Württembergs Staatswesen, das einen Überblick über die geschichtliche Entwicklung Württembergs und seiner Verwaltungsstrukturen bis 1948 beinhaltet.

## Ehrungen und Auszeichnungen
Dehlinger war seit 1930 Ehrendoktor der Medizin an der Eberhard Karls Universität Tübingen und seit 1954 Professor auf Grund der Verleihung des Titels seitens der Regierung des Landes Baden-Württemberg.
In Stuttgart-Möhringen wurde eine Straße nach ihm benannt.